# Губарев, Александр Петрович
Алекса́ндр Петро́вич Гу́барев (1855—1931) — врач-гинеколог, профессор, директор гинекологической клиники Московского университета.

## Биография
Происходил из дворянского рода Губаревых; сын лесничего. После домашнего обучения сдал в 1876 году экзамены на аттестат зрелости в Пензенской гимназии и поступил на медицинский факультет Московского университета. Во время учёбы особое влияние на Губарева оказали профессора Д. Н. Зёрнов и А. И. Бабухин, с последним он позднее состоял в дружеских отношениях. Помимо занятий на медицинском факультете Губарев также слушал лекции по политэкономии профессора А. И. Чупрова, посещал химическую лабораторию профессора В. В. Марковникова. В университете учился хорошо, но несмотря на это, дважды подавал прошение об оставлении его на второй год для ещё большего совершенствования в предметах. Во второй раз (на 5-м курсе) прошение было удовлетворено.
Окончив курс университета (1882), со степенью лекаря и был оставлен на кафедре оперативной хирургии и топографической анатомии (с декабря 1883 года — сверхштатным ассистентом, через год — помощником прозектора, с октября 1887 года — приват-доцент). Защитил диссертацию (1887) «Хирургическая анатомия брюшной полости и операция при внутреннем ущемлении кишок» и в мае 1888 года получил степень доктора медицины. С 1889 года — прозектор при кафедре описательной анатомии; работал в акушерско-гинекологической клинике под руководством В. Ф. Снегирёва. В мае 1890 года был переведён по собственному желанию прозектором на кафедру нормальной анатомии человека Московского университета.
В 1893 году отказался от предложения занять должность профессора кафедры нормальной анатомии в Томском университете и был утверждён экстраординарным профессором кафедры акушерства, женских и детских болезней Юрьевского университета; там же получил должность директора акушерско-гинекологической клинки. С 1894 года — ординарный профессор.
По ходатайству В. Ф. Снегирёва в 1897 году был переведён на должность сверхштатного экстраординарного профессора на кафедру акушерства и женских болезней Московского университета и стал директором гинекологической университетской клиники; с 1901 года — в звании штатного экстраординарного профессора; с 1903 года — ординарный профессор. Заслуженный профессор Московского университета (с 1912).
В 1915 и 1918 годах перенёс два инсульта, с 1916 года уже не мог оперировать, но продолжал читать лекции до 1922 года, когда вышел в отставку.
Автор свыше 150 статей и монографий. Доктор наук honoris causa Дублинского университета с 1911 года
Похоронен на Новодевичьем кладбище.